# جایزه مولیر
جایزه مولیر (فرانسوی: Molière Award‎) نام یک جایزهٔ تئاتری در کشور فرانسه است که در سال ۱۹۸۷ میلادی توسط «ژرژ کراون» بنیان نهاده شد.
این جایزهٔ، بالاترین افتخار تئاتری فرانسه و جایزه‌ای ملی است که همه‌ساله، توسط «انجمن صنفی هنرمندان تئاتر» (APAT) که زیر پوشش «وزارت فرهنگ فرانسه» است، در شبی تحت عنوان «شب مولیرها» در پاریس اهدا می‌شود. یاسمینا رضا تا کنون چندبار برندۀ این جایزه شده است.
جایزهٔ مولیر، معادلِ «جایزه مکس» در اسپانیا، «جایزه تونی» در تئاتر برادوی ایالات متحده آمریکا و «جایزه لارنس الیویه» در انگلستان است.